# Saint-Guillaume (Quebec)
Saint-Guillaume es un municipio canadiense situado en la provincia de Quebec.

## Superficie
Saint-Guillaume tiene una superficie de 87,91 km².

## Demografía
En 2021, tenía 1491 habitantes, una densidad poblacional de 17 hab./km², y 700 viviendas.